# ژان-لوئی بونکور
ژان-لوئی بونکور (به فرانسوی: Édouard Lévèque, dit Jean-Louis Boncoeur) ادبیات‌شناس و کمدین قرن بیستم میلادی اهل فرانسه است.